# Comté de Champaign (Ohio)
Pour l’article homonyme, voir Comté de Champaign (Illinois).
Le comté de Champaign – en anglais : Champaign County – est un des 88 comtés de l'État de l'Ohio, aux États-Unis.
Son siège est fixé à Urbana.

## Villes
- Saint Paris